# Copa Paz del Chaco
La Copa Paz del Chaco es un certamen amistoso de fútbol disputado en forma intermitente desde 1957 por las selecciones nacionales de Bolivia y Paraguay.

## Historia
El trofeo de referencia se instituyó de común acuerdo entre la Asociación Paraguaya de Fútbol y la Federación Boliviana de Fútbol. Su nombre expresa claramente que es un homenaje al armisticio que ambos países firmaron en 1935, luego de la cruenta guerra que sostuvieron desde 1932. Su disputa ha sido irregular, aun cuando la reglamentación establece que deben hacerse dos encuentros en cada capital periódicamente.
El trofeo estuvo en juego en once ocasiones, ganándolo Paraguay en 8 y Bolivia 3
Se enfrentaron por última vez el 7 de junio de 2011, en el estadio Feliciano Cáceres de la ciudad de Luque, Paraguay, empatando sin goles el juego de vuelta con el cual el equipo local se quedó con el trofeo por haber triunfado en el de ida.

## Lista de Campeones
- 1957   Bolivia
- 1962   Bolivia
- 1963   Paraguay
- 1977   Paraguay
- 1979   Paraguay  (Bolivia se quedó con el trofeo por cortesía de la APF)
- 1980   Paraguay
- 1991   Paraguay
- 1993   Bolivia
- 1995   Paraguay
- 1999   Paraguay 0-0 Bolivia (No se sabe quién se llevó el trofeo ya que el partido terminó en empate 0-0)

- 2011   Paraguay

## Resumen estadístico
| Selección | PJ | G  | E | P  | GF | GC | DIF |
| --------- | -- | -- | - | -- | -- | -- | --- |
| Paraguay  | 25 | 10 | 9 | 6  | 38 | 26 | 12  |
| Bolivia   | 25 | 6  | 9 | 10 | 26 | 38 | -12 |

 PJ=Partidos jugados; G=Partidos ganados; E=Partidos empatados; P=Partidos perdidos; GF=Goles a favor; GC=Goles en contra; DIF=Diferencia de gol